# Sâncel
Sâncel là một xã thuộc hạt Alba, România. Dân số thời điểm năm 2002 là 2799 người.